# Alejandro Correa
Alejandro Adrián Correa Rodríguez (* 26. Oktober 1979 in Montevideo), auch als Alejandro Correa bekannt, ist ein ehemaliger, uruguayischer Fußballspieler.

## Karriere
Seine Karriere begann er 1999 beim Verein Nacional Fast Clube. Nach einem Jahr wechselte er zum Verein Deportivo Maldonado.
Von 2000 bis 2004 stand er beim italienischen Verein Brescia Calcio unter Vertrag. In der Saison 2001/2002 wurde er an den Verein AS Fermana verliehen. In der Saison 2003/04 wurde er an den Verein AS Martina Franca 1947 geliehen.
Nach fünf Jahren in Italien kehrte er 2005 nach Uruguay zurück. Er stand bis 2010 bei den Vereinen Peñarol Montevideo, Central Español FC, Tacuarembó FC, Club Sportivo Cerrito, und Rocha FC unter Vertrag. 2010 wechselte er zum Verein Cerro Largo FC, welcher ihn an den brasilianischen Verein Hercílio Luz FC auslieh.
Vom 1. April bis 30. April 2010 stand er beim Verein Santa Cruz FC unter Vertrag. Im Anschluss stand er bis zum Ende des Jahres beim rumänischen Verein Gloria Bistrița unter Vertrag. Mit 1. Jänner 2011 kehrte er nach Brasilien zum Verein Santa Cruz FC zurück. Nach nur drei Monaten verließ er den Verein endgültig und wechselte zum Verein GE Glória. Am 1. Juli 2011 unterschrieb er einen 6-Monat-Vertrag beim Hercílio Luz FC. Im Jahre 2012 stand er bei den Vereinen EC São Luiz, GE Glória und Hercílio Luz FC unter Vertrag. Von 2013 bis 2016 stand er für ein Jahr beim Verein EC Passo Fundo, für acht Monate beim Verein Cerâmica AC, für vier Monate beim Verein CA Tubarão und für ein Jahr beim Verein SER Panambi unter Vertrag.
2016 beendete er seine Karriere.